# Anthony Lawrence
Anthony Lawrence (ur. 12 sierpnia 1912, zm. 24 września 2013) – brytyjski dziennikarz, zasłużony jako dalekowschodni korespondent radia BBC podczas wojny w Wietnamie.

## Odznaczenia
- Order Imperium Brytyjskiego w 2013 r.[1]